# ビフェントリン
ビフェントリン (Bifenthrin) はピレスロイド殺虫剤の1つである。神経系に影響を与えることにより、侵入種のヒアリを含むアリの侵入に対して広く使用されている。水生生物に対して高い毒性がある。
アメリカ合衆国では禁止物質ではなく、低濃度のものが家庭用品として販売されている。

## 化学的性質
ビフェントリンは水にほとんど溶けず、しばしば土壌中に残る。土壌中の残留半減期は、土壌の種類により 7日から8か月であり、ほとんどの種類の土壌で移動性が低くなっている。
ビフェントリンは、現在市場に出ている殺虫剤の中で、最も長い土壌中の残留時間を持っている。
ビフェントリンは、かすかな甘い香りのある白い蝋状の固体である。粉末、顆粒、ペレットなど、さまざまな形で化学的に合成される。ただし、自然由来ではない。 
他のピレスロイドと同じようにビフェントリンはキラルである。ビフェントリンには(1S)-cis-ビフェントリンと(1R)-cis-ビフェントリンの2種類のエナンチオマーがあり、エナンチオマーは異なる効果を持つ。(1S)-cis-ビフェントリンは、1R体より3から4倍ヒトに対して毒性がある。一方、1R体は殺虫剤として300倍の効果がある。

## 毒性

### 毒性力学
ピレスロイドには、α-シアノ基があるものとないものの2種類がある。ビフェントリンの神経毒性は、電位依存性ナトリウムチャネル（昆虫および哺乳類）への親和性に基づいている。α-シアノ基を持つピレスロイドはナトリウムチャネルを恒久的に遮断し、膜を恒久的に脱分極させる。静止電位は回復せず、それ以上の活動電位を生成することはできない。ビフェントリンが属するα-シアノ基のないピレスロイドは、ナトリウムチャネルに一時的にのみ結合することができる。これは、後電位と最終的には軸索の継続的な興奮をもたらす。静止電位はこれらのピレスロイドの影響を受けない。
ビフェントリンは、他のピレスロイドよりも短い期間でナトリウムチャネルを開く。哺乳類と無脊椎動物に対する作用機構に違いはないが、体温が高く、体の体積が大きく、ナトリウムチャネルに対するビフェントリンの親和性が低いため、哺乳類への影響ははるかに少なくなる。 

### 毒性動力学
土壌、水、空気中のビフェントリンの半減期について、好気性や嫌気性などのさまざまな条件下で、さまざまな温度とpHで多くの研究が行われている。土壌に残りやすく、水中（ビフェントリンは疎水性化合物である）や空気中（物理的特性のために揮発する可能性は低い）にはあまりない。ビフェントリンは水に溶けないため、地下水の汚染を急速に引き起こすことはない。ただし、土壌に結合したビフェントリンが流出によって地表水に汚染する可能性がある。 

#### 生体内変化
ピレスロイドは、昆虫や魚よりも哺乳類に対してはるかに毒性が低い。なぜなら、哺乳類はビフェントリンのエステル結合を急速に切断し、不活性な酸とアルコール成分に分解する能力を持つからである。ヒトとラットの場合、ビフェントリンはシトクロムP450ファミリーによって分解される。

### 毒物学

#### 動物に対する毒性
ビフェントリンは、マラリアやフィラリアを媒介する蚊に対して使用するのに効果的な殺虫剤である。他のピレスロイドに対する耐性が見つかった場合でも効果的である。蚊帳と屋内の壁は、より多くの蚊を遠ざけるためビフェントリンで処理できる。ビフェントリンは効果的に使用される殺虫剤だが、短時間しか作用しないリスクが高い。蚊もそれに抵抗することができる。
ビフェントリンは水に溶けにくいため、ほぼすべてのビフェントリンが底質にとどまるが、水生生物にとっては非常に有害である。わずかな濃度でも、魚や他の水生動物はビフェントリンの影響を受ける。魚類の感受性が高い理由の1つは、魚類の代謝が遅いことである。ビフェントリンは魚類の代謝系に長くとどまる。魚類の感受性が高いもう1つの理由は、ATPアーゼ阻害剤としてのビフェントリンの効果である。鰓は酸素の浸透圧バランスを制御するためにATPを必要とする。ATPが使用できなくなったために魚が酸素を吸収できなくなった場合、魚は死ぬ。冷水では、ビフェントリンはさらに危険である。pHとカルシウム濃度も毒性に影響を与える要因である。脊椎動物は、ATPアーゼ阻害剤としてのビフェントリンの効果に対する感受性が低くなっている。 
ミツバチでは、ビフェントリンの半数致死濃度 (LC50) は約17 mg/Lである。致死量以下の濃度では、ビフェントリンはミツバチの繁殖力を低下させ、ミツバチの幼虫が成虫に成長する速度を低下させ、未熟な期間を増加させる。
| 種           | LD50         |
| ------------ | ------------ |
| ラット（雌） | 54 mg/kg     |
| ラット（雄） | 70 mg/kg     |
| マウス       | 43 mg/kg     |
| マガモ       | 1280 ppm     |
| コリンウズラ | 4450 ppm     |
| ニジマス     | 0.00015 mg/L |
| ブルーギル   | 0.00035 mg/L |
| ミジンコ     | 0.0016 mg/L  |

#### ヒトに対する毒性
ビフェントリンおよび他の合成ピレスロイドは、昆虫を殺すのにこれらの物質の高い効率、哺乳類に対する低い毒性、および良好な生分解性のために、ますます多くの農業で使用されている。 しかし、その成功のために、それらはより頻繁に（屋内でも）使用されており、人間へのビフェントリンの高い暴露が発生する可能性がある。

#### 発がん性
アメリカ合衆国環境保護庁は、ビフェントリンをカテゴリーC、可能性のあるヒト発がん性物質として分類した。この評価は、マウスの膀胱腫瘍、雄マウスの肝臓の腺腫および腺癌、および一部の雌マウスの気管支肺胞腺腫および肺腺癌の発生率の増加に基づいている。

#### 神経毒性の可能性
ビフェントリンは、ヒトの皮膚への接触または摂取により吸収される可能性がある。皮膚への接触は毒性がなく、接触の特定の場所にわずかなチクチクする感覚を引き起こす。10−4 M未満の摂取なら毒性はない。ただし、家庭用に処方された市販のビフェントリン製品（液体ポンプスプレーとして販売されているOrtho Home Defense Maxなど）は、ビフェントリンの持続可能性を改善するために追加された他の化学物質による毒性作用を誘発する可能性がある。過度の暴露の症状は、吐き気、頭痛、触覚と音に対する過敏症、および皮膚と目の刺激である。

## 規制
アメリカ合衆国環境保護庁（EPA）は、アメリカ合衆国における農薬の使用の監視と規制を行っている。水生生物に対する毒性が高いため、ビフェントリンは使用制限農薬に分類される。つまり、認定された農薬散布者にのみ販売できる。ただし、EPAは、低濃度のビフェントリンを一般に販売することを許可している。
ビフェントリンは、テキサス州農業局とEPAからの特別な「危機免除」の下で、テキサス州ヒューストン地域のラズベリークレイジーアントに対する使用が承認された。この化学物質は、新しく輸入された侵入アリ種の「確認された侵入」を経験しているテキサス郡での使用のみが承認されている。 
EPAは、ビフェントリンをヒト発がん性物質の可能性があるクラスC発がん性物質として分類した。これは、特定の腫瘍の発生の増加を示したマウスでの試験に基づいている。 
動物実験に基づいて、ビフェントリンの急性および慢性参照用量 (chronic reference dose, RfD）が確立されている。 
参照用量は、人が毎日暴露される可能性のある化学物質の推定量（または急性RfDの場合は1回の暴露）に似ており、健康への悪影響のリスクはほとんどない。ビフェントリンの急性参照用量（RfD）は 0.328 mg/kg体重/日である。ビフェントリンの慢性参照用量（RfD）は0.013 mg/kg体重/日である。
ビフェントリンは、発がん性があるため、スウェーデン化学庁によって提案された殺生物剤禁止に含まれていた。これは 2009年に欧州議会によって承認された。ビフェントリンを含む農薬は、欧州連合での使用が中止された。その後それらは復活した。 
ビフェントリンは、2019年7月以降、欧州連合諸国での農業使用が禁止されたが、木材チップの保存については引き続き承認されている。

## 使用
また、アブラムシ、ワーム、その他のアリ、ブヨ、蛾、甲虫、ハサミムシ、バッタ、ダニ、コバエ、クモ、ダニ、スズメバチ、ウジ、アザミウマ、イモムシ、ハエ、ノミ、シタベニハゴロモイ、シロアリに対しても効果的である。主に果樹園、苗床、家庭で使用される。農業部門では、トウモロコシなどの特定の作物に大量に使用されている。アメリカ合衆国で栽培されているすべてのホップとラズベリーの約70%がビフェントリンで処理されている。
繊維産業で、ビフェントリンは、羊毛製品を昆虫の攻撃から保護するために使用されている。これは、ケラチン食性昆虫に対する有効性が高く、洗濯堅牢度が高く、水生毒性が低いためペルメトリンベースの薬剤の代替として導入された。

### 製品
ビフェントリンを含む製品には以下のようなものがある（商品名）:
（米国）Transport、Talstar、Maxxthor、Biforce、Capture、Brigade、Bifenthrine、DuoCide insect control、Ortho Home Defense Max、Bifen XTS、Bifen IT、Bifen L/P、Torant、Zipak、Scotts LawnPro Step 3、Wisdom TCFlowable、FMC 54800、Allectus、Ortho Max Pro、OMS3024、Mega Wash（Green Planet Nutrients社）; （オーストラリア）Fortune Ultra、Hovex Ultra Low Odor、Surefire Fivestar。